# 谭其蓁
谭其蓁（1888年—1959年10月27日），字砺陶，四川省滎經縣人。中华民国政治家，曾任第一屆立法委員。

## 生平[2]
- 少時就讀於民立第一小學，光緒三十三年華陽中學堂第一班畢業[3]
- 光緒三十四年（1908年）考入四川省城高等學堂本科
- 宣統三年（1911年）五月選派幼年生[4]，第三批庚子赔款留美生，入北京游美預備學堂，同年赴美国密西根大学(Ann Arbor， MI)留学[5] 。于1915年获密西根大学政治学士； 于1916年获密西根大学经济硕士 [6]
- 作为公派留学生，心理倾向反满革命，支持辛亥革命 [7]
- 返國後先後任四川省財政廳擔任秘書及成都東門統捐局長
- 又在四川當時的高等學校、諸如四川法政、商業、工業等專門學校講授「銀行論」「英文」等
- 派任雅屬地區任省議員選舉的監督
- 民國十一年（1922年）全國各省開展聯省自治運動，任四川省憲起草委員會委員
- 民國十四年（1925年），川軍第三軍軍長劉成勛(禹九)在雅安成立西康屯懇使署(兼管民政事宜)，擔任屯署財務處長、顧問等職。劉易幟就任國民革命軍第二十三軍軍長，委為政治部主任
- 民國十八年（1929年），任公立四川大學外國文學院院長[8]
- 西康省参议会副参议长[9]
- 民國三十六年（1947年）当选为第一屆中华民国立法委员，并任中华民国立法院第一届第一会期边政委员会召集人[10]
- 1955年，任四川省文史研究館研究員 [11]
- 1959年10月27日，病逝於成都

## 延伸阅读
[在维基数据编辑]
 《游美同學錄·譚其蓁》，出自《游美同學錄》